# Castelo de Gaia
O Castelo de Gaia localizava-se na cidade e concelho de Vila Nova de Gaia, no distrito do Porto, em Portugal.
O castelo localizava-se em posição dominante no alto da colina de Gaia.

## História

### Antecedentes
Acredita-se que a primitiva ocupação de seu sítio, remonte à Idade do Bronze, a um castro dos Celtas.
À época da Invasão romana da península Ibérica, nesse ponto de travessia do rio Douro formou-se uma povoação conhecida como "Cale " ou "Gale" (uma vez que no latim clássico não há distinção clara entre as letras e o som "g" e "c"). Esta toponíma é possivelmente de origem Céltica, um desenvolvimento de "Gall-", modo pelo qual este povo se referia a si próprio (outros exemplos são encontrados nas palavras "Galicia", "Gaul", "Galway"). O nome do próprio rio Douro ("Durus" em latim), também provém do Celta "dwr", com o significado de "água".
No contexto da Romanização, embora a maioria da população habitasse a margem sul do rio, existia uma pequena comunidade agrupada em torno do porto de águas fundas onde se situa atualmente a zona ribeirinha do Porto. O nome da povoação, posteriormente "Portus Cale", significaria "o porto" (em latim "portus") da cidade de Gaia. Ponto de passagem priveligiado, com o posterior desenvolvimento económico-comercial, a margem norte acabou por também crescer em importância, tendo-se aí estabelecido o núcleo administrativo-religioso, afirmando o comercial. Como em outros pontos-chaves de suas estradas, aqui também teria existido uma guarnição romana.
Diante da Invasão islâmica da península Ibérica a partir do século VIII, e posteriormente, no contexto da Reconquista cristã da península, por volta do ano 1000, a fronteira entre muçulmanos e cristãos fixou-se no rio Douro. Diante das oscilações da linha de fronteira, a povoação de Cale (Gaia), perdeu a sua população cristã, que se refugiou na margem norte do rio. O primitivo castelo terá sido erguido pelas forças muçulmanas, uma vez que é referido em uma das antigas lendas associadas a Gaia, que se refere ao confronto entre o rei cristão D. Ramiro e o rei mouro Alboazer.
Com a conquista definitiva e subsequente pacificação dos territórios a sul do Douro por volta de 1035, registou-se um repovoamento da antiga Gaia, incentivado por foral passado pelos novos senhores das terras conquistadas. A nova povoação denominou-se "Vila Nova de Gaia", florescendo ao abrigo dos muros do antigo castelo de Gaia.
O nome das duas povoações - do Porto e de Gaia - era usualmente referida em documentos coevos como "villa de Portucale", e o condado do Reino de Leão no qual se inscreviam, denominado de "Portucalense".

### Da fundação de Portugal às Guerras Liberais
Após a fundação do reino de Portugal, as duas povoações - Gaia e a Vila Nova - mantiveram-se autónomas. Gaia recebeu carta de foral passada pelo rei D. Afonso III em 1255 seguindo-se Vila Nova, por D. Dinis, em 1288.
O castelo foi conquistado pelo príncipe D. Afonso, filho de D. Dinis, em 4 de Janeiro de 1322. Poucos anos mais tarde, o príncipe D. Pedro, ao saber que seu pai, D. Afonso IV, tinha autorizado a morte de D. Inês de Castro, entrou em guerra aberta contra o pai e saqueou a região do Entre-Douro-e-Minho (1355-1357), tendo também se apoderado de Gaia e seu castelo. Data deste período o primeiro alcaide conhecido do castelo, Rodrigo Anes de Sá, nomeado por D. Pedro, já rei, em 29 de Julho de 1357.
Nesse período, o castelo sofreu obras de reparação ou reforço, uma vez que, em 1366, o abade do mosteiro de Pedroso forneceu vinte carros de lenha para o Castelo de Gaia, também tendo sido cedidos pela mesma instituição carros e bois para esses trabalhos.
Ainda nesse século, em 1383, ambas as povoações foram integradas no julgado do Porto, perdendo a sua autonomia. Talvez por esse motivo, em 1385 os cidadãos portuenses, a pretexto de desacordos com o alcaide Aires Gomes de Sá, assaltaram o castelo e o danificaram de tal modo que o mesmo deixou de ter alcaide. Essas informações são confirmadas pela crónica de João de Barros, que sob o reinado de D. João III, sobre o castelo registou:
"Tem a cidade o arrabalde de Vila Nova, cuja paróquia é Santa Marinha e junto dela está o Castelo de Gaia em um lugar alto e mui aprazível. Este castelo é já derribado, que a cidade já derribou. É tão antigo que dizem que o fundou Caio Júlio César. E nele estavam umas pedras com o nome de Caio César."
Por esta época, existiam, junto ao castelo, diversos templos: a capela de São Marcos, que a tradição considera ter sido a primeira Sé, a capela de Nossa Senhora do Castelo, a capela de Nossa Senhora da Piedade e a capela de São Lourenço mártir.
O castelo é mencionado ainda no Foral Novo de Vila Nova de Gaia, passado por D. Manuel I, que refere: "Pello caseyro do castelo de Gaya setecentos reaaes."
No século XIX, a cidade esteve no centro de batalhas significativas tanto na Guerra Peninsular como na Guerra Civil Portuguesa (1828-1834), quando uma vez mais o Douro marcou a fronteira entre os beligerantes. Data deste segundo conflito o desaparecimento do que restava do antigo castelo de Gaia.
Tendo as forças de Miguel I de Portugal se fortificado no local, montando aí uma bateria, dela fizeram fogo sobre o Palácio dos Carrancas onde D. Pedro tinha estabelecido o seu quartel-general. D. Pedro, bombardeado no seu próprio quarto, mudou-se para Cedofeita, e no dia seguinte, em sua visita de rotina às linhas, dirigiu-se à chamada Bateria das Virtudes (onde hoje se encontra o SAOM) com cujo fogo desfez o reduto do Castelo de Gaia. O que restava do antigo castelo desapareceu na ocasião (c. 1833), tendo sido o seu terreno vendido pelo Estado.
Um de seus novos proprietários ali ergueu um grande edifício, que foi legado por um de seus herdeiros à Santa Casa da Misericórdia do Porto para que nele fosse instalado um asilo de cegos pobres e abandonados: o Asilo dos Cegos, na atual ladeira do Castelo.

## A lenda do rei Ramiro
De acordo com uma antiga lenda, que se afirma remontar ao século X, o rei Ramiro II de Leão apaixonou-se por uma bela moura, irmã do emir Alboazer Alboçadam, cujos domínios se estendiam de Gaia até Santarém. Apesar de já ser casado, Ramiro imaginou que seria fácil obter da Igreja a anulação do seu casamento dado o laço de parentesco que o unia à sua esposa, D. Aldora. Desse modo, sob influência dessa paixão e pretendendo pedir a sua amada em casamento, Ramiro decidiu firmar a paz com Alboazer, sendo recebido no castelo deste, em Gaia.
Entretanto, Alboazer recusou o pedido terminantemente: jamais daria a mão da irmã em casamento a um cristão e, de todas as formas, ela já havia sido prometida ao rei de Marrocos...
Ramiro, vexado, aparentou aceitar a recusa e retirou-se. Entretanto, com o auxílio de um astrólogo mouro, Amã, a quem pediu que estudasse os astros para estabelecer a data propícia, levou a cabo, em segredo, o rapto da moura. Alboazer, ao dar falta da irmã, compreendeu o que acontecera e partiu imediatamente em seu encalço, logrando alcançar os raptores a embarcar no cais de Gaia. No combate que então se feriu, a sorte das armas, entretanto, foi favorável aos cristãos, tendo a moura sido levada para o reino de Leão, onde recebeu o batismo quando recebeu o nome de Artiga, que tanto significava "castigada e ensinada" como "dotada de todos os bens".
Alboazer, para se vingar, raptou a seu turno a esposa legítima do rei Ramiro, D. Aldora, juntamente com todo o seu séquito. Quando o rei Ramiro soube do rapto ficou louco de raiva e, juntamente com o seu filho D. Ordonho e alguns vassalos, zarpou de barco para Gaia. Aí chegados Ramiro disfarçou-se de pedinte e dirigiu-se a uma fonte onde encontrou uma das aias de D. Aldora, e a quem pediu um pouco de água, aproveitando para, dissimuladamente, deitar na bilha da água meio camafeu, do qual a rainha possuía a outra metade. Reconhecendo a jóia, D. Aldora mandou buscar o rei disfarçado de pedinte e, como castigo pela infidelidade dele, entregou-o a Alboazer.
Sentindo-se perdido, o rei Ramiro pediu a Alboazer uma execução pública, esperando, com astúcia, ganhar tempo para poder avisar o seu filho através do toque do seu corno de caça. Ao ouvir o sinal combinado, D. Ordonho acorreu com os seus homens ao castelo e juntos mataram Alboazer e as suas gentes, para além de arrasarem o castelo. Fazendo levar D. Aldora e as suas aias para o seu barco, o rei Ramiro atou uma mó de pedra ao pescoço da rainha e atirou-a ao mar num local que ficou a ser conhecido por Foz de Âncora.
A lenda conclui informando que Ramiro voltou para Leão onde finalmente se casou com a moura, de quem teve vasta descendência.